# Адамс, Дэниел Вейсигер
Дэниел Вейсигер Адамс  (англ. Daniel Weisiger Adams) (1 мая 1821 — 13 июня 1872) — американский юрист и политик, сенатор штата Миссисипи, который в годы гражданской войны стал командиром 1-го Луизианского пехотного полка, а затем бригадным генералом армии Конфедерации. Он участвовал в сражениях при Шайло и Стоун-Ривер, был тяжело ранен в сражении при Чикамоге, когда его бригада прорвала фронт Камберлендской армии, после чего был переведен на административную службу. Его брат Уильям Вирт Адамс был генералом армии юга и командовал кавалерией.

## Ранние годы
Адамс родился в 1821 году Кентукки, в городе Франкфорт, в семье Джорджа Адамса и Анны Вейсигер. В 1825 году его семья переехала в штат Миссисипи, где Адамс изучал право и стал юристом. Он стал вторым лейтенантом миссисипского ополчения и членом легислатуры штата: с 1852 года по 1856 год он был сенатором штата Миссисипи.
6 июня 1843 года Адамс убил на дуэли Джеймса Хэгана, редактора газеты Vicksburg Sentinel, который критиковал его отца.
В 1852 году Адамс переехал в Новый Орлеан и стал известеным политиком и юристом.

## Гражданская война
Когда в 1861 году Луизиана вышла из состава Союза, губернатор штата Томас Мур назначил Адамса в комиссию, которая занималась подготовкой штата к войне. 13 марта он стал подполковником 1-го Луизианского регулярного полка (позже 1-го Луизианского пехотного), а 30 октября того же года получил звание полковника.  Полк Адамса числился в бригаде Эдли Гладдена, и когда Гладден погиб во время сражения при Шайло, Адамс возглавил его бригаду и почти сразу, в бою за «Гнездо шершней» получил ранение в голову, из-за которого ослеп на один глаз. Его положили в санитарную повозку, но погонщику показалось, что он мёртв, и он выгрузил Адамса из повозки. Позже рядовые 10-го Миссисипского полка нашли его живым и спасли. Адамс месяц провёл в госпитале в Коринфе, после чего вернулся к полевой службе.
23 мая 1862 года Адамс получил звание бригадного генерала. Во время сражения при Перревилле его бригада числилась в составе дивизии Джеймса Андерсона. Она состояла из 4-х полков, одного батальона и артиллерийской батареи Слокамба.
- 13-й Луизианский пехотный полк, полк. Рэндалл Гибсон
- Батальон Остина, май. Джон Остин
- 16-й Луизианский пехотный полк, полк. Даниел Гобер
- 20-й Луизианский пехотный полк, полк. Август Рейхард
- 25-й Луизианский пехотный полк, полк. Стюарт Фиск
- 5-я рота Вашингтонской артиллерии (6 орудий), кап. Сатберт Слокомб

В сражении бригада потеряла 152 человека убитыми и ранеными.
Он командовал своей бригадой в сражении при Стоун-Ривер 31 декабря 1862 года и был ранен в левую руку. В начале 1863 года он вернулся в строй и участвовал в осаде Джексона.
Осенью бригада Адамса стала частью дивизии Джона Брекинриджа. Она имела следующий вид:
- 32-й Алабамский пехотный полк, полк Рэндалл Гибсон
- 13/20-й Луизианский пехотный полк, полк Леон фон Зинкер
- 16/25-й Луизианский пехотный полк, полк Даниел Гобер
- 19-й Луизианский пехотный полк
- 14-й Луизианский снайперский батальон, майор Остин

В августе-сентября 1863 года бригада участвовала в Чикамогской кампании и была задействована на правом фланге Теннессийской армии во время сражения при Чикамоге.

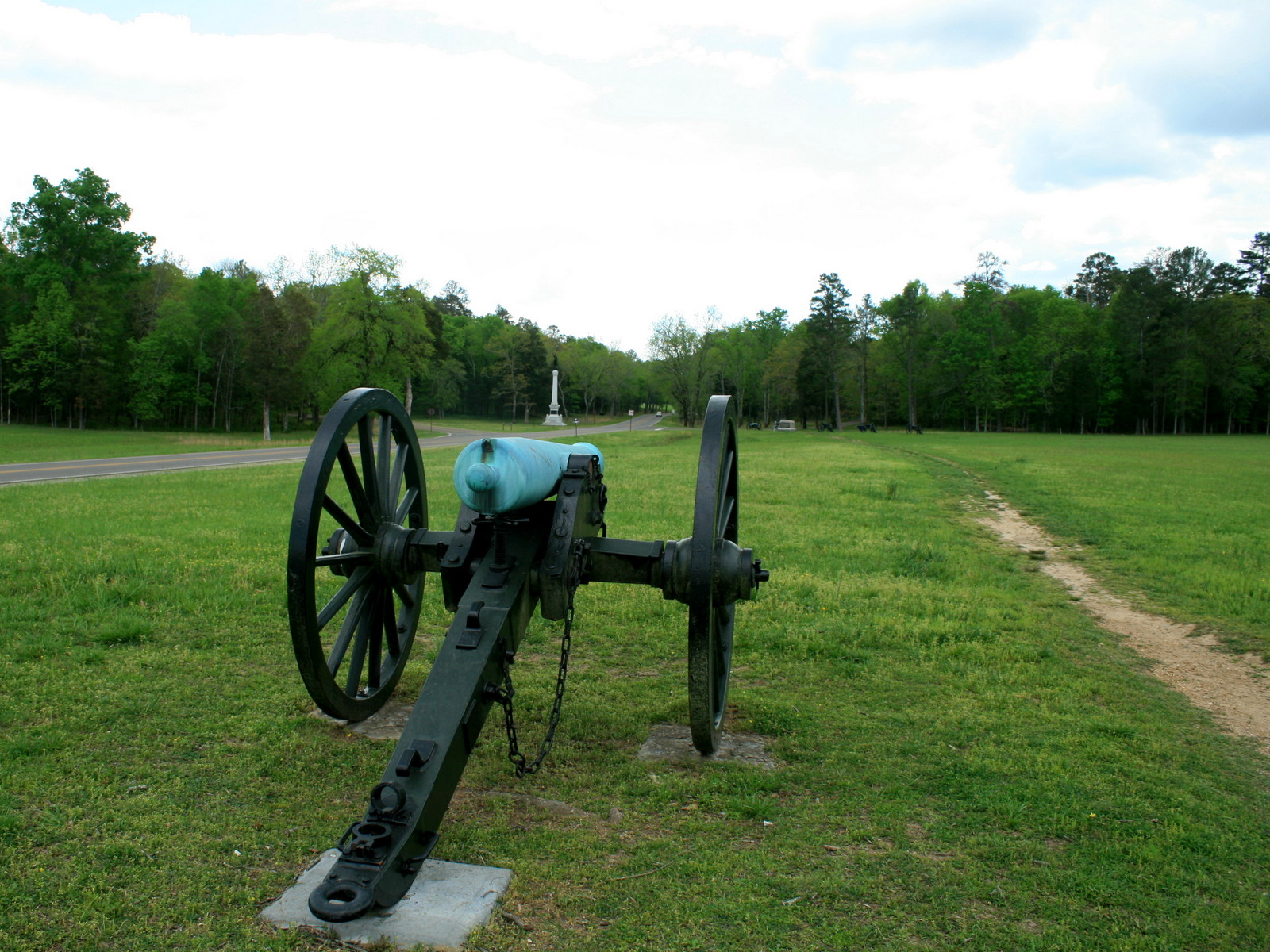
Луизианская батарея Слокомба, нацеленная на юг вдоль Лафайетской дороги.

20 сентября генерал Брэгг намеревался атаковать левый фланг Камберлендской армии и поручил это дивизии Брекинриджа. Тот построил свои бригады на правом фланге армии: бригаду Хельма слева, бригаду Стовалла в центре, с бригаду Адамса на правом фланге. В 09:30 был отдан приказ наступать. Бригада Адамса встретила федеральную бригаду Бетти, 42-й и 88-й Индианские полки, которые ещё не успели построиться и были отброшены, почти не оказав сопротивления. Они бежали в лес и не участвовали в боях до конца сражения. Адамс и Стовалл вышли к Лафайетской дороге, где к ним присоединился Брекинридж. Он понял, что с фронта противника нет, и что ему удалось обойти фланг федеральной армии. Он приказал развернуть бригаду Адамса и Стовалла фронтом на юг, поперёк Лафайетской дороги. Бригада Адамса встала справа (к западу) от дороги. Луизианская батарея Слокомба встала на небольшой высоте, чтобы поддержать атаку. В 10:30 было приказано наступать.
Бригада пошла вперёд, вдохновлённая той лёгкостью, с которой отбросила иллинойские полки, и каждый полк старался обогнать соседний, отчего линия бригады пришла в расстройство. В таком положении они вышли к линии федеральной бригады Тимоти Стенли, которая залегла за кустарником, подпустила людей Адамса поближе, а потом вскочила и дала залп. Огонь 11-го Мичиганского полка остановил бригаду Адамса. Она подалась назад, но полковники Гибсон и Гобер начели порядок и снова двинули её вперёд. Но этот первый залп нанёс бригаде ощутимый урон, и сам Адамс был ранен пулей в руку. Он шёл за бригадой какое-то время, но затем ослабел от потери крови и сел под деревом. К 11:15 бригада Стовалла стала отступать, отчего луизианцы Адамса оказались почти отрезаны от тыла. В это время полковник Гибсон узнал о ранении Адамса и принял командование бригадой. Бригада стала отходить, оставив Адамса на поле боя. Его увидел генерал Стенли, но ничем не мог ему помочь. Капитан Престон Катри из 19-го Иллинойсского утверждал, что Адамс сдался именно ему, а капитан Хикс из 12-го Мичиганского говорил, что в плен Адамса взял он.
Только в конце дня его нашёл лейтенант Эльбион Тагри и доставил в тыл. В благодарность он отдал лейтенанту пуговицу своего мундира, чтобы Тагри, если попадёт в плен, показал её южанам, и теб обеспечил себе хорошее отношение. Через три дня хирурги прооперировали Адамса, достав из его руки шесть обломков кости и пулю.